# Octoceras
Octoceras là chi thực vật có hoa trong họ Cải.